# 2P/Encke

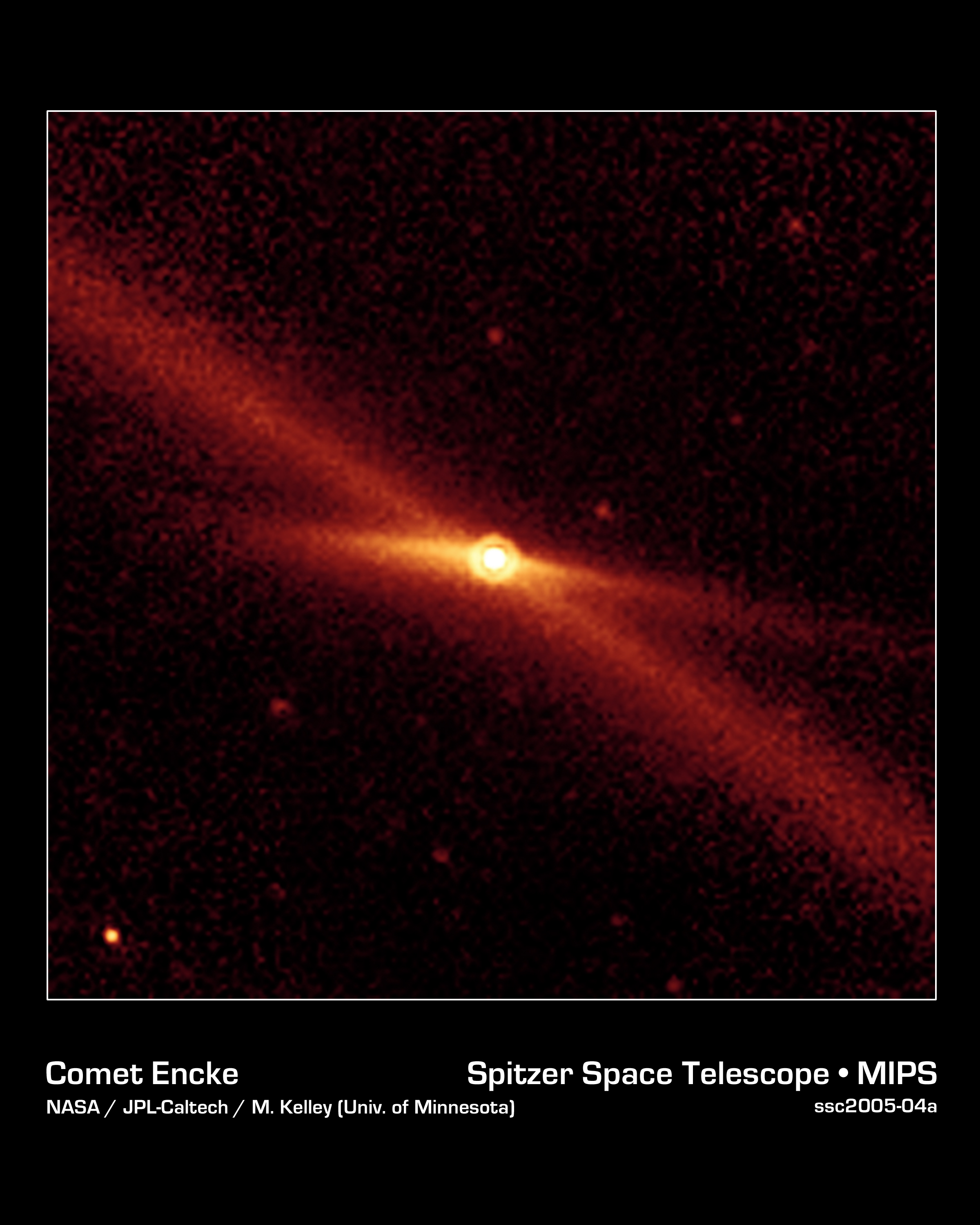
2P/Encke

2P/Encke (také označovaná jako Enckeova kometa) je periodická kometa, pojmenovaná na počest Johanna F. Encke.
Enckeova kometa byla objevena francouzským astronomem Pierrem Méchainim roku 1786. Dalších několik komet bylo pozorováno vždy po třech letech. Že jde o jednu a tu samou kometu bylo dokázáno po výpočtech dráhy, která provedl Johann Encke, který předpověděl, že kometa se navrátí roku 1822. Na jeho počest nese kometa jeho jméno, a spolu s kometou 1P/Halley jde o jedinou kometu, která nenese jméno svého objevitele. Encke tedy zjistil, že kometa se přiblíží ke Slunci přibližně za 3,3 roky, jde tedy o kometu s nejkratší známou periodou. Při každém příštím návratu bylo pozorováno, že kometa se do perihelia vrací vždy o 2,5 hodiny dříve, čímž se liší od ostatních komet – ostatní komety se do perihelia vracejí později, než je předpovězeno.
Od svého objevení byla kometa pozorována již 59krát. Za tu dobu zanechala Enckeova kometa na své dráze spoustu vyvrženého materiálu. To se projevilo v meteorických rojích. Nejznámějším rojem jsou Jižní a Severní Tauridy, které mají maximum 5. a 12. listopadu.
Dráha Enckeovy komety ve Sluneční soustavě je velmi malá – v periheliu dosahuje k dráze planety Merkur (v periheliu dosahuje vzdálenosti 0,341 AU). V afeliu se nedostane ani přes dráhu Jupitera (afel=4,1 AU).